# The Ratchet & Clank Trilogy
The Ratchet & Clank Trilogy (känd som Ratchet & Clank Collection i Nordamerika och Ratchet & Clank 1 + 2 + 3 i Japan) är en HD remastrad samling. Samlingen innehåller de ursprungliga tre PlayStation 2-spelen, Ratchet & Clank, Ratchet & Clank 2: Locked and Loaded, och Ratchet and Clank 3 i 720p @ 60fps och omfattar 720p stereoskopisk 3D support @ 30fps. Den innehåller även multiplayer versionen av Ratchet & Clank 3 på PlayStation Network. Den innehåller även en "Trophy set" för varje spel. Alla spel i den här samlingen har märkeffekt E10 + av ESRB; de var ursprungligen rankade T eftersom E10 + rating inte existerade vid den tidpunkt då dessa spel släpptes på PlayStation 2.